# 企画天国
企画天国（きかくてんごく）は、2007年からCSのキッズステーションにて放送されていたバラエティ番組である。

## 出演者
主な出演者
- 青本雄哉
- 海女嶺

特別版出演者
- 里浜隼人
- 生石優小尾

## 企画

### 主な企画
- サイコロの旅
小さな運動場をサイコロで移動して休み時間終了までに教室まで帰る企画。
- ルーレットの旅
サイコロの旅のサイコロをルーレット版にしたもの。
- 家に行こう
出演者どちらかの家に行って遊ぶ企画。
- トークしよう
とりあえず教室でトークをする企画。
- 24時間マラソン風
マラソンで2キロメートル走って最後を24時間ぽいエンディングにする企画。
- 正義のヒーローかねレンジャー
無駄遣いの怪人を小判で撃退するコントアニメ。

### 特別版企画
- 年末流行語大賞
今年の流行語を発表する企画。
年明け9時間生放送。